# Chiesa di Sant'Agostino (Pietrasanta)
La chiesa di Sant'Agostino, con l'annesso convento, è un edificio sacro che si trova nella piazza principale di Pietrasanta.

## La chiesa
La chiesa, attribuita ad Antonio Pardini, fu edificata nel XIV secolo per i frati agostiniani. Ad essa erano annessi il convento del XVI secolo e l'Ospedale dei Mercanti.
La bella facciata riprende i motivi architettonici e la decorazione plastica della Cattedrale di San Martino di Lucca. Elevata sopra una breve scalinata di marmo, presenta tre grandi archi a fondo cieco, sormontati da un ordine di esili colonnette e di archetti trilobati gotici. 

Nella lunetta del portale è collocata l'Annunciazione, bronzo di Igor Mitoraj (2013).
L'interno è ad una sola navata, con soffitto a capriate. Il pavimento si dispone su vari livelli, adeguandosi alla pendenza del terreno.

Gli altari originali, eretti tra il Trecento e il Cinquecento, sono stati sostituiti da quelli attuali in marmo, seicenteschi, ad eccezione del primo altare a destra, del 1512: su di esso era collocata una Natività (1519) di Zacchia il Vecchio. La tela, trafugata nel 1921, è stata smembrata dai ladri e solo parzialmente ritrovata. Del dipinto rimane oggi la lunetta di coronamento con la Pietà.
Della prima fase costruttiva restano all'interno numerose lapidi tombali a pavimento e brani di cicli ad affresco del XIV-XV secolo. 
Nella parete dell'altare maggiore, nella controfacciata e nella parete destra è stata recuperata la decorazione murale settecentesca.
Nell'abside vi è un pregevole coro ligneo.
Il campanile, risalente al 1780, ospita un concerto di tre campane (più una campanella) fuse nel 1904 da Raffaello Magni e figli di Lucca, le quali non fanno più sentire la loro voce da quando l’intero complesso è sconsacrato.

## Il convento

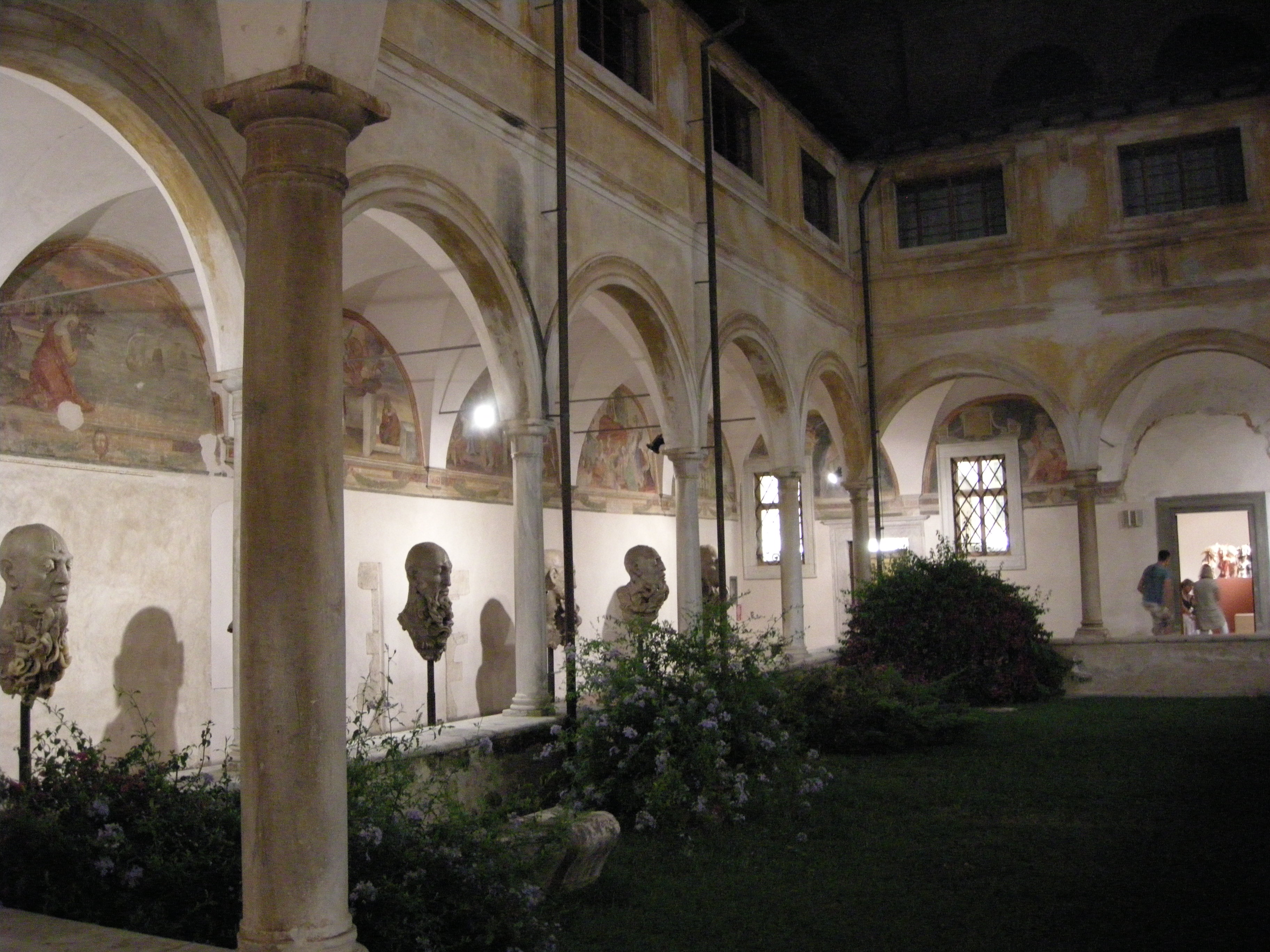
Il chiostro di Sant'Agostino

Il convento è stato costruito nel XVI secolo. Il suo chiostro è circondato da un peristilio di colonne di marmo. In antico l'ambulacro del chiostro era completamente decorato da affreschi del senese Astolfo Petrazzi nelle lunette con episodi della vita di Sant'Agostino. Oggi della decorazione seicentesca rimangono solo gli affreschi di otto lunette.
A seguito delle soppressioni napoleoniche degli ordini monastici, sia la chiesa che il convento divennero proprietà del comune. Dopo la Restaurazione il convento ospitò la scuola degli Scolopi. La chiesa, dopo l'allontanamento degli agostiniani, continuò ad essere officiata per qualche tempo. 
Oggi il complesso è sconsacrato. Recenti restauri della chiesa e del convento ne hanno salvato le degradate strutture che oggi vengono utilizzate per mostre temporanee, soprattutto nei mesi estivi. 
Il chiostro è sede del Centro culturale L.Russo, della Biblioteca comunale G.Carducci e del Museo dei bozzetti.